# Station Kraków Sidzina
Station Kraków Sidzina is een spoorwegstation in de Poolse plaats Krakau.